# راي روبنسون (مدافع عن الحقوق المدنية)
راي روبنسون (بالإنجليزية: Perry Ray Robinson)‏ هو مدافع عن الحقوق المدنية أمريكي، ولد في 12 سبتمبر 1937 في Bogue Chitto, Alabama ‏ في الولايات المتحدة، وتوفي في 25 أبريل 1973 في محمية باين ريدج الهندية في الولايات المتحدة.